# Un siciliano in Sicilia
Un siciliano in Sicilia è una miniserie televisiva italiana, ambientato in Sicilia durante la seconda guerra mondiale; andato in onda su Rai 2 in tre puntate nel 1987, per la regia di Pino Passalacqua è scritto dallo stesso Passalacqua, Andrea Camilleri e Antonio Saguerra.
Il film è stato girato a Ferla in provincia di Siracusa nel 1987.

## Trama
Sicilia 1943. Al seguito dello sbarco degli alleati, vi è un giovane militare di origine siculo-americana arruolatosi volontario in Tunisia poco prima dell'imminente sbarco sull'isola.
Li verrà a conoscenza delle sue origini, avendo a che fare allo stesso tempo con i dubbiosi rapporti che ha la gente del luogo nei suoi confronti. Inoltre dovrà affrontare anche la diffidenza di un maresciallo dei Carabinieri e di un vecchio zio implicato in attività illecite.